# Artio

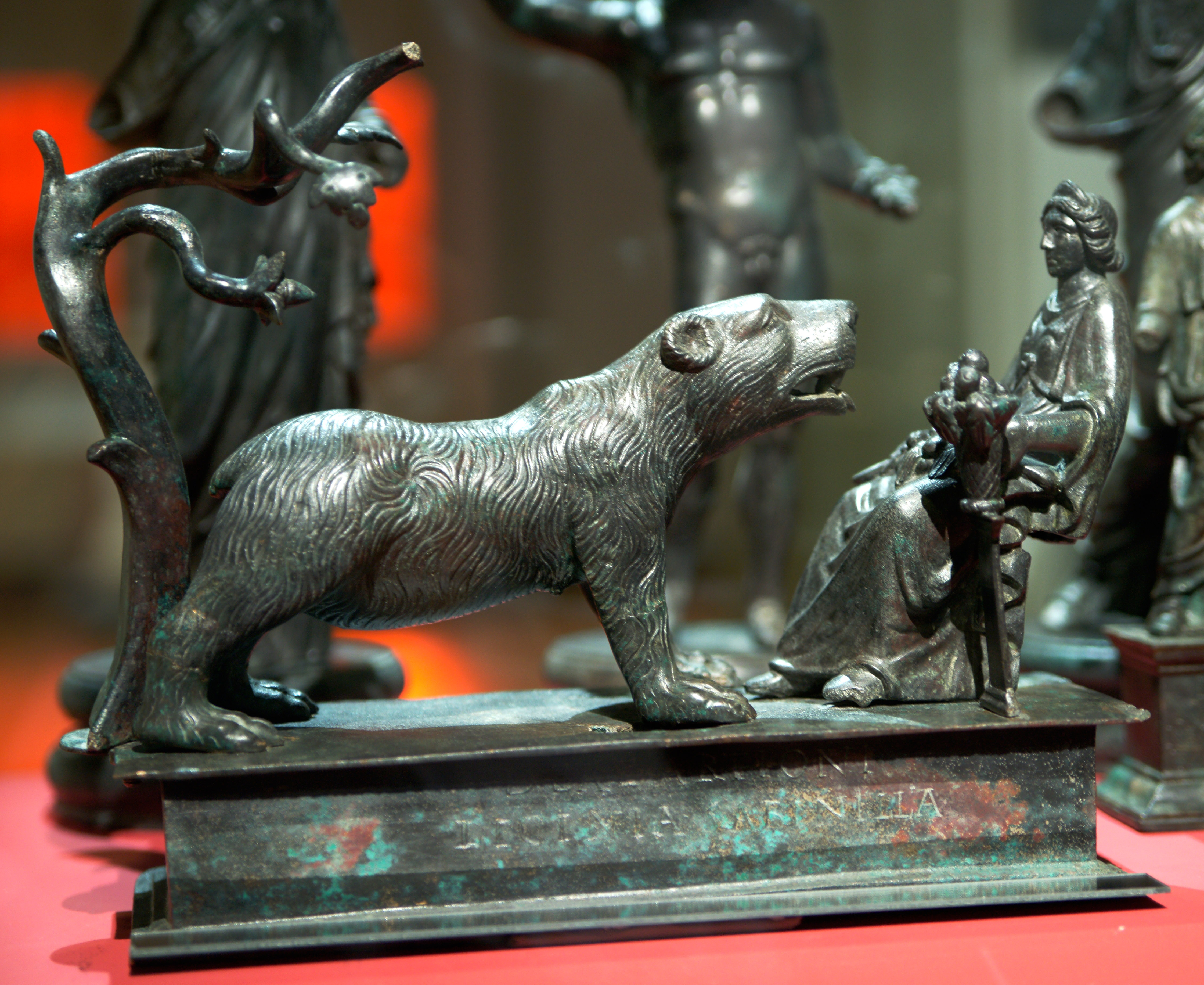
A deusa Artio como retratada no grupo de estatueta Muri, presumivelmente na forma humana e na ursina.

Artio (Dea Artio na religião galo-romana) foi uma deusa urso celta. Evidência de seu culto tem sido notadamente encontrada em Berna (Suíça), cujo nome, de acordo com a lenda, é derivado da palavra Bär, "urso".[carece de fontes?]

## Representações e inscrições
Uma escultura em bronze de Muri, próximo à Berna na Suíça, mostra um urso grande encarando uma mulher sentada em uma cadeira, com uma pequena árvore atrás do urso. A mulher parece segurar um fruto no colo, talvez alimentando o urso. (Deyts p.48, Green pp.217-218). A escultura tem base de bronze retangular, que carrega uma inscrição. (CIL 13, 05160)
Deae Artioni / Licinia Sabinilla
À Deusa Artio (ou Artionis), de Licinia Sabinilla.
Se o nome é gaulês a sintaxe é no entanto latina, um Artioni dativo daria um nominativo radical-i *Artionis ou um nominativo radical-n *Artio. Esse seria talvez correspondente a um nominativo radical-n gaulês *Artiu.
Na Alemanha, no Estado da Renânia-Palatinado, entre as cidades de Weilerbach e Ernzen, foi descoberta no sítio de Schweigestelle a inscrição em pedra "Artioni Biber". Supõe-se que a autoria seja de alguém chamado Biber, que provavelmente cumpria votos a Artio. .
Outras inscrições à deusa foram descobertas em Daun (CIL 13, 4203), Weilerbach (CIL 13, 4113), Heddernheim (CIL 13, 7375 [4, p 125]), e Stockstadt (CIL 13, 11789).

## Etimologia
O nome dela é derivada da palavra gaulês artos, urso (Delamarre 2003 p. 55-56). Outras línguas célticas têm palavras semelhantes, tais como Irlandês antigo art,  galês arth - que também podem ser a origem do nome moderno Arthur.

## Rodapés
1. ↑  https://kulturdb.de/einobjekt.php?id=574